# Sinople

Representacions del sinople

El sinople (del francès: sinople i aquest nom de l'antiga ciutat de Sinope) és el color verd en heràldica. Es correspon amb un verd intens i preferentment fosc. En gravat es representa mitjançant línies en banda, o sigui, diagonals que baixen de dreta a esquerra del camp o figura (això és, d'esquerra a dreta de l'observador).
Entre els esmalts heràldics, pertany al grup dels colors, juntament amb el gules (vermell), l'atzur (blau), el sable (negre) i el porpra.

## Història

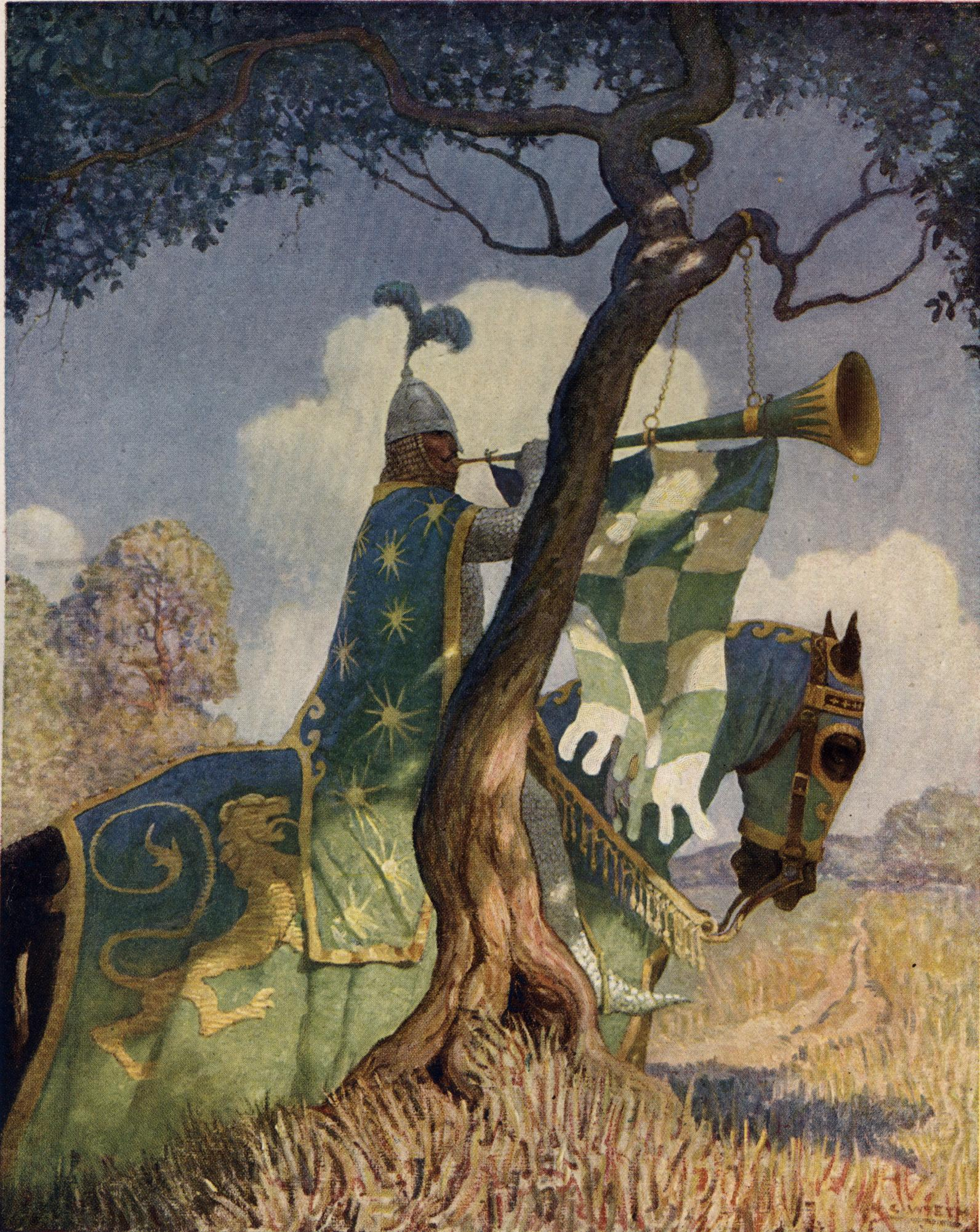
Michel Pastoureau ha observat que en els romanços arturians dels segles XII i els «cavallers verds» gairebé sempre són personatges irreflexius o malvats. (Il·lustració de N. C. Wyeth, 1922)

Una de les primeres mencions d'un escut verd es troba en el Roman de Troie, de Benet de Sant Maur, que data del voltant de l'any 1155, on aquest esmalt és descrit amb el nom que rebia a França en aquell moment: vert (verd).
En els inicis de l'heràldica, entre els segles xii i xiii, era l'esmalt menys utilitzat: l'historiador Michel Pastoureau va trobar que apareixia en menys del 5% de les armeries europees. Per explicar aquesta escassa presència del verd en els escuts, s'ha argumentat que fins al segle xiii aquest color va tenir connotacions negatives (el Diable i les seves criatures, l'islam, la inestabilitat); que fins a finals del xiv va ser difícil de fabricar i de fixar satisfactòriament; o que no destacava contra el verd de l'herba.
No obstant això, durant el segle xiv l'Europa occidental va experimentar una revaloració del color verd i, si bé aquest color mai va ser àmpliament usat en armeries, cap a començaments del xv ja estava ben establert dins del cànon heràldic.

### Devertasinople
Fins a principis de segle xiv, el terme sinople s'emprava en la literatura francesa com designació poètica del color vermell. Aquest vocable derivava de Sinope, sinopis, paraules llatines que a l'antiguitat clàssica es referien en general al vermell, en al·lusió a una classe de ocre vermell molt apreciat que s'extreia a Capadòcia i s'exportava des del port de Sinope, a Anatòlia. Fins i tot després de la seva adopció per part de l'heràldica amb el significat de «verda», sinople va conservar el seu significat literari de «vermell» durant uns dos segles més.
Es desconeix per quin motiu la paraula sinople va experimentar aquest canvi de significat en l'argot heràldica; Pastoureau situa aquest canvi entre els anys 1380 i 1400, o potser unes dècades abans. S'ha suggerit que els heralds francesos van canviar el nom de l'esmalt  vert  per  sinople  pel fet que vert era homòfon amb vair (vaire), un folre heràldic.
Als regnes espanyols, cap a mitjans del segle xv el terme heràldic francès sinople va començar a ser traduït com esmalt heràldic verd, en lloc de vermell.

### De roig a verd
Pel que fa a l'aparent despropòsit de l'adopció del nom d'un pigment vermell per designar un esmalt verd, el jesuïta i heraldista Claude-François Menestrier (1631 - 1705), en la seva obra l'Art du blason justifié, ho explica citant part del text d'un fullet manuscrit que es remuntaria a l'entorn de l'any 1400, i que tractava sobre colors per a pintura i il·lustració. En el seu llibre, Menestrier còpia un capítol d'aquest fullet, on s'esmenta un pigment anomenat sinoplum, el qual -sempre segons el manuscrit- provenia de la «ciutat de Sinopoli» i era de vegades vermell i de vegades verd. Això suggereix que en algun moment es va anomenar sinoplum a l'anomenat ocre vermell d'Anatòlia, l'actual vermell carmesí, i també a alguna classe de pigment verd, igualment importat.

Sinople heràldic convencional i manera de representar-lo mitjançant línies obliqües quan no es disposa de colors

## Representació
El sinople no es troba definit amb exactitud. En conseqüència, la tonalitat i el matís de verd a emprar per a representar-lo queden a criteri de l'artista heràldic. Es recomana, però, que el verd sigui intens i fidel a la seva naturalesa; no ha d'inclinar massa cap al groc ni cap al blau.
Quan no es disposa de colors, el sinople pot representar-se mitjançant un ratllat molt fi de línies obliqües paral·leles que van des de l'angle superior esquerre del dibuix fins a l'inferior dret, segons el mètode atribuït al jesuïta Silvestre Pietra Santa. Aquest és el mètode de representació que es veu comunament en gravats a una tinta.

## Exemples d'ús
A sota es presenten dos exemples antics i notables de l'ús de l'esmalt sinople.
- A l'esquerra: les armes de Saxònia, derivades de les de la casa d'Ascània. El crancelí de sinople data probablement de l'entorn de l'any 1200, durant la formació del Ducat de Saxònia-Wittenberg,[13] i representa una corona de ruda.
- A la dreta: la «pantera d'Estíria», armes de l'estat austríac d'Estíria, que daten de 1160, quan van ser adoptades com a emblema pel marcgravi Ottokar III.[14]

Les tradicionals armes de Saxònia, actualment escut oficial de l'Estat Lliure de Saxònia
Escut d'Estiria, actualment encara en ús

Amadeu VI de Savoia (1334-1383) va ser anomenat el «Comte Verd» perquè solia vestir d'aquest color. Si bé els colors de les armes dels Savoia eren argent i gules, durant la vida del Comte Verd es va sumar el sinople a la lliurea de la Casa de Savoia. Aquests tres colors, bastant més tard, donarien origen a l'actual bandera d'Itàlia.

### Utilització a terrasses i muntanyes
Entre les figures heràldiques, solen ser de sinople les terrasses i les muntanyes, en representació del color de l'herba, encara que les regles de l'heràldica no impedeixen que se'ls assigni qualsevol altre color.

Escut de la comuna francesa de Domfront (Orne), amb un castell de plata terrassat de sinople
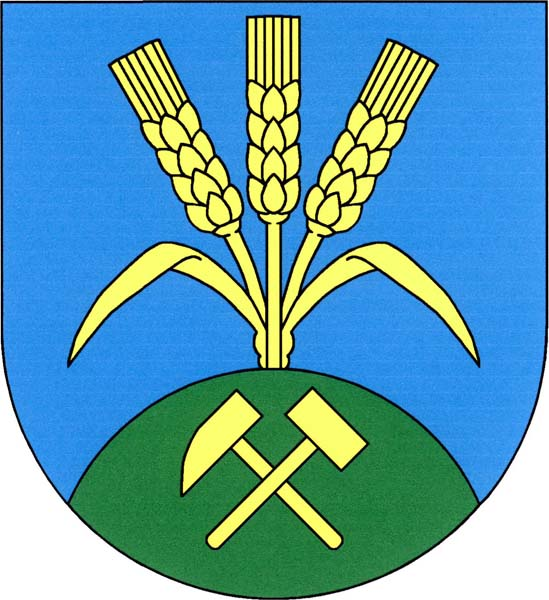
Muntanya de sinople a les armes del municipi txec de Dolní Nivy (districte de Sokolov)
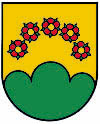
Escut del municipi d'Altenberg bei Linz (Alta Àustria), amb un mont de tres penyes de sinople
Muntanya de tres penyes de sinople en l'escut de Hongria

## Noms, atribucions i significats en desús
Cap a l'inici del Renaixement es va desenvolupar un sistema de correspondències simbòliques per als colors heràldics que avui es troba en desús.
És de notar que cap a l'any 1828 aquest sistema ja era considerat absurd per l'heraldista anglès William Berry, tot i que Francesc Piferrer Montells, l'any 1858, el comenta com si encara fos vàlid.
Si bé Jean Courtois, Herald Sicilià de la Corona d'Aragó, esmenta en el seu tractat Le blason des couleurs (1414) que qualsevol d'aquestes associacions de l'argent heràldic pot usar-se per blasonar, en la pràctica és possible que només s'hagin fet servir el sistema planetari i el sistema de pedres precioses. Per a Alberto i Arturo García Caraffa (1919), el blasonat amb gemmes corresponia als títols i el de planetes als sobirans.
Arthur Fox-Davies cita un exemple de blasonat amb pedres precioses que data de 1458.
A sota es donen algunes de les antigues correspondències simbòliques del sinople, així com alguns dels noms «grecs» que se li van atribuir.
| Noms «grecs»                  | Estera, molieuy, pracine |
| Metall                        | el mercuri, el plom, l'estany |
| Planeta                       | Venus, Mercuri |
| Pedra preciosa                | la maragda, el jaspi |
| Signe del Zodíac              | Bessons i Verge |
| Element                       | l'aigua, la terra |
| Estació de l'any              | la primavera |
| Mes                           | maig, agost |
| Dia de la setmana             | el Dimecres, el dijous, el Divendres |
| Nombre                        | 6 |
| Arbre                         | el llorer |
| Flor                          | tota classe de plantes verdes, la sempreviva |
| Au                            | el lloro |
| Edat de l'home                | la joventut |
| Complexió humana              | flegmàtica |
| Virtuts teologals i cardinals | la fortalesa, l'esperança |
| Virtuts i qualitats mundanes  | la cortesia, l'alegria, la joventut, la bondat, la bellesa, l'honra, l'amor, la lleialtat en l'amor, l'afabilitat, l'abundància, l'amistat, el camp i la possessió, el servei i el respecte |
| Obligacions del portador      | defensar els orfes i socórrer els pobres, als paisans i als pagesos que estiguin oprimits                                                                                                   |

A més, d'acord amb Courtois, el sinople seria considerat per alguns com el «menys noble» dels colors heràldics.